# Amselgrund
Amselgrund je název divokého a romantického údolí v oblasti Saského Švýcarska na území stejnojmenného národního parku. Protéká jím potok Grünbach, pravostranný přítok Labe. Údolí vede z Niederrathenu směrem k vesnici Rathewalde. Nad údolím se tyčí bizarní skalní útvary, na západě Gansfelsen, na jihu Türkenkopf, na východě Honigsteine s výrazným skalním útvarem nazývaným Lokomotiva. Uprostřed údolí nad přehradou Amselsee vybudovanou v 30. letech 20. století vyniká nápadná skála Talwächter. Nachází se na území Národního parku Saské Švýcarsko.